# Катенинское сельское поселение
Кате́нинское се́льское поселе́ние — муниципальное образование в Варненском районе Челябинской области Российской Федерации. В рамках административно-территориального устройства муниципальное образование  соответствует административно-территориальной единице Катенинский сельсовет.
Административный центр — село Катенино.

## История
Статус и границы сельского поселения установлены Законом Челябинской области от 9 июля 2004 года № 240-ЗО «О статусе и границах Варненского муниципального района и сельских поселений в его составе».

## Население
| 2002  | 2010  | 2011  | 2012  | 2013  | 2014  | 2015  |
| ----- | ----- | ----- | ----- | ----- | ----- | ----- |
| 1643  | ↘1502 | ↘1499 | ↘1437 | ↘1384 | ↘1335 | ↘1322 |
| 2016  | 2017  | 2018  | 2019  | 2020  | 2021  |       |
| ↗1337 | ↘1316 | ↘1291 | ↘1262 | ↗1267 | ↘1192 |       |

## Состав сельского поселения
| № | Населённый пункт | Тип населённого пункта       | Население |
| - | ---------------- | ---------------------------- | --------- |
| 1 | Караоба          | посёлок                      | ↘143      |
| 2 | Катенино         | село, административный центр | ↗980      |
| 3 | Комсомольский    | посёлок                      | ↘222      |
| 4 | Красноармейский  | посёлок                      | ↘157      |